# Kovčice
Kovčice – wieś w Słowenii, w gminie Hrpelje-Kozina. 1 stycznia 2017 liczyła 49 mieszkańców.